# Buibui orthoskelos
Buibui orthoskelos är en spindelart som beskrevs av Griswold 200. Buibui orthoskelos ingår i släktet Buibui och familjen Cyatholipidae.
Artens utbredningsområde är Kongo. Inga underarter finns listade.